# Ґанстон-голл (маєток)

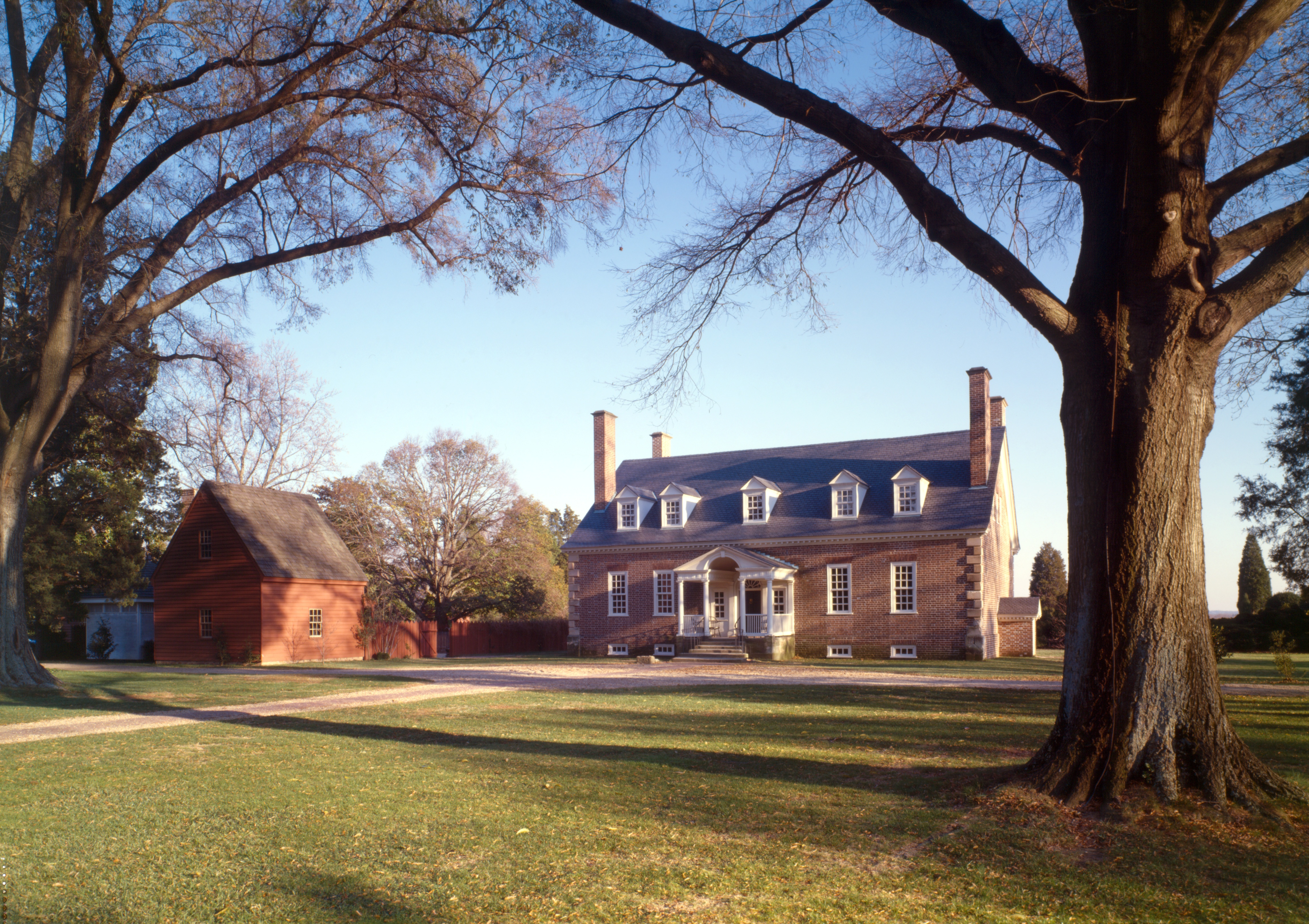
Вигляд Ґанстон-голлу з північного заходу

38°39′50″ пн. ш. 77°09′37″ зх. д. / 38.6639° пн. ш. 77.1603° зх. д.
Ґанстон-голл — історична садиба та навколишній маєток біля річки Потомак у окрузі Ферфакс у штаті Вірджинія, США. Тут був будинок політика та землевласника Джорджа Мейсона, так званого батька Біллю про права.
Помістя, збудоване між 1755 і 1759 роками, знаходилося в центрі плантації тютюну і використовувалася як резиденція навіть після смерті Мейсона. Ґанстон-голл був цікавий своїм виглядом уже від часу будови завдяки своїм елементам рококо, шинуазрі та неоготики. Він був визнаний Національною історичною пам'яткою у грудні 1960 року та є одним із числа 121 історичних об'єктів у Вірджинії. У жовтні 1966 року Ґанстон-голл був внесений до списку національного реєстру історичних місць. Сьогодні будівля є громадським музеєм з виставками про життя і діяльність Джорджа Мейсона та архітектуру 18-го століття.

## Вебпосилання
- Вебсайт Gunston Hall [Архівовано 15 січня 2021 у Wayback Machine.], публічний. музей
- Ґанстон-голл на вебсайті програми національних історичних пам'яток [Архівовано 31 грудня 2007 у Wayback Machine.]

## Окремі посилання
1. ↑  https://www.vamuseums.org/our-museums
2. ↑  Національний реєстр історичних місць США — 1966.
3. ↑  National Archives Catalog
4. ↑  Virginia Landmarks Register — 1965.
5. ↑  Listing of National Historic Landmarks by State: Virginia. [Архівовано 23 жовтня 2020 у Wayback Machine.] National Park Service, abgerufen am 21. März 2020.
6. ↑  Gunston Hall im National Register of Historic Places [Архівовано 2 лютого 2021 у Wayback Machine.], abgerufen am 21. März 2020.